# Dressin' Up
"Dressin' Up" é uma canção da artista musical estadunidense Katy Perry, gravada para Teenage Dream: The Complete Confection (2012), relançamento de seu segundo álbum de estúdio Teenage Dream (2010). A canção foi escrita pela própria juntamente de Monte Neuble, Matt Thiessen e Christopher "Tricky" Stewart, que também ficou a cargo da produção junto de Kuk Harrell. Musicalmente, "Dressin 'Up" incorpora os estilos de electro e dance-rock, juntamente de uma proeminente produção EDM. Liricamente, a canção fala de se vestir com roupas diferentes para um amante, e contém várias insinuações. A canção recebeu críticas mistas dos críticos, alguns dos quais elogiaram seu som "divertido", enquanto outros exclamaram como sendo muito semelhante a outros trabalhos de Perry. Após o lançamento de Teenage Dream: The Complete Confection, a canção atingiu uma posição de número 109 na UK Singles Chart.

## Antecedentes
Em outubro de 2011, Tricky Stewart disse à MTV que ele estava de volta ao estúdio com Perry trabalhando em sobras de suas sessões de Teenage Dream. Ele declarou: "Katy e eu fomos para [o estúdio] apenas para resolver alguns problemas com [os] registros que tínhamos feito no passado e que não acabaram entrando [para o álbum], por isso estamos no processo de apenas ouvir e de refrescar as coisas e se preparando para algo especial que ela tem em planos", insinuando que Teenage Dream teria um relançamento. Stewart também acrescentou: "Nós sempre soubemos que os registros que criamos eram especiais [e] na época isso era mais uma obrigação contratual [que eles não fizessem o álbum]; eu só posso ter tantas músicas produzidas por mim no álbum, e ela realmente não precisava de mais registros, como você pode ver pelo sucesso deste álbum, as músicas foram impecáveis." O produtor revelou mais tarde que uma das faixas foi intitulada de "Dressin' Up", dizendo: "Esta canção é realmente especial. Ela se chama 'Dressin' Up,' por isso vai ser um grande álbum, eu acho, ele definitivamente se encaixa. É aqui onde suas sensibilidades são ser musicista e compositora. Ela não muda muito. Ela tem um gosto musical muito forte. Vai ser muito bom."

## Gravação
"Dressin' Up" foi escrita por Perry, juntamente de Christopher "Tricky" Stewart, Monte Neuble, e Matt Theissen. A produção da canção foi ficou a cargo de Stewart e Kuk Harrell, que proporcionou a produção vocal da canção. Foi gravada e projetada no Studio at the Palms (Las Vegas, Nevada), Triange Sound Studios e Silent Sound Studios (Atlanta, Geórgia), The Boom Boom Boom (Burbank, Califórnia) e Triangle Sound Studios (Encino, Califórnia). A engenharia da canção ficou a cargo de Brian "B-LUV" Thomas, Andrew Wuepper, Chris "TEK" O'Ryan, e Pat Thrall, com a ajuda de Luis Navarro, Steven Dennis, Mark Gray, Kory Aaron, Charles Malone, Randy Urbanski, Justin Roberts, Steven Villa, e James Hunt. Os efeitos vocais e o vocoder foram ajustados por Thrall, que também tocou guitarra rítmica.
A programação de bateria e sequenciamento foi feito por Stewart juntamente de Kenneth "Soundz" Colby, com programação adicional proveniente de Mike Green. Stewart e Neuble tocaram os teclados, Malone, Julio Mirando, e Daniel Silvestri tocavam violão, enquanto Silvestri tocou o baixo elétrico. As guitarras e baixo foram gravadas e projetadas por Nick Chahwala, enquanto Serban Ghenea mixou a canção no MixStar Studios em Virginia Beach, Virgínia. A engenharia de "Dressin 'Up" ficou a cargo de John Hanes, e seu assistente Phil Seaford.

## Composição
"Dressin 'Up" tem um comprimento de três minutos e quarenta e quatro segundos. Musicalmente, "Dressin 'Up" incorpora os estilos de electro e dance-rock, juntamente de uma proeminente produção EDM. Liricamente, a canção é sobre vestir-se para um amante, e vê Perry "convidando alguns 'cachorrinho sujos' para 'domesticar sua gatinha.'"

## Recepção da crítica
Chris Will, revisor do State in the Real, considerou a canção semelhante a outras músicas de Perry, chamando-a de "bastante típica no âmbito do som de Katy Perry." Melissa Maerz da Entertainment Weekly elogiou "Dressin' Up" como uma canção "divertida". Maritess Calabria de RyanSeacreast.com elogiou a canção como "suave e sensual". Becky Bain do Idolator sentiu que a canção tinha alguns versos "absolutamente ridículos". Um vídeo com a letra da canção foi lançado pouco depois do lançamento de The Complete Confection. Jenna Hally Rubenstein da MTV descreveu o vídeo lírico da canção como "nirvana".

## Créditos e pessoal
Créditos adaptados no encarte de Teenage Dream: The Complete Confection.
Gravação
- Gravado no Studio at the Palms (Las Vegas), Triangle Sound Studios & Silent Sound Studios (Atlanta, GA), The Boom Boom Boom (Burbank, CA), Triange Sound Studios (Encinal, CA).
- Mixado no MixStar Studios (Virginia Beach).

Pessoal
| - Vocais – Katy Perry - Composição – Katy Perry, Matt Thiessen, Christopher "Tricky" Stewart, Monte Neuble - Produção – Tricky Stewart - Engenharia – Brian "B-LUV" Thomas, Andrew Wuepper, Chris "TEK" O'Ryan, Pat Thrall - Assistência de engenharia – Luis Navarro, Steven Dennis, Mark Gray, Kory Aaron, Charles Malone, Randy Urbanski, Justin Roberts, Steven Villa, James Hunt - Guitarra rítmica, vocoder e efeitos vocais – Pat Thrall - Gravação dos vocais – Kuk Harrell, Pat Thrall | - Produção dos vocais – Kuk Harrell - Programação e sequência – Tricky Stewart, Kenneth "Soundz" Colby - Programação adicional – Mike Green - Guitarra – Malone, Julio Mirando, Daniel Silvestri - Teclado – Tricky Stewart, Monte Neuble - Baixo elétrico – Daniel Silvestri - Gravação e engenharia de guitarras e baixos – Nick Chahwala - Mixagem – Serban Ghenea |

## Desempenho nas tabelas musicais

### Posições
| Tabela musical (2015)          | Melhor posição |
| ------------------------------ | -------------- |
| Reino Unido (UK Singles Chart) | 109            |